# Plastochinon
Plastochinon – organiczny związek chemiczny z grupy chinonów, występujący w chloroplastach komórek roślinnych. Jest odpowiedzialny za przenoszenie elektronów w fazie jasnej fotosyntezy. Przenosi elektrony z centrum reakcji fotosystemu II na kompleks cytochromowy b6f.
Po przyłączeniu dwóch elektronów i dwóch protonów pobranych ze stromy chloroplastów plastochinon przechodzi w formę zredukowaną – plastochinol – PQH2.

Reakcja redukcji plastochinonu (1) do plastochinolu (3) poprzez semiplastochinon (2)

## Budowa
Nazwą plastochinon określa się grupę związków różniących się długością bocznego łańcucha izoprenoidowego od 6 do 10 jednostek izoprenoidowych. Najczęstszą formą plastochinonu jest PQ-9.